# Галкини (Шабалінський район)
Га́лкини (рос. Галкины) — присілок у складі Шабалінського району Кіровської області, Росія. Входить до складу Новотроїцького сільського поселення.
Населення становить 23 особи (2010, 23 у 2002).
Національний склад станом на 2002 рік — росіяни 100 %.